# Adelphocoris lineolatus
Adelphocoris lineolatus (луцеркина стеница) је врста стенице која припада фамилији Miridae.

## Распрострањење и станиште
Врста има палеарктичко распрострањење. Природно насељава западну Европу, северну Африку, Азију и Блиски исток. Врста је интродукована у Америку, где се сматра штеточином усева. У Србији је честа врста, среће се од низија до вискоих планина (преко 1500m надморске висине), где има легуминоза највероватније да ће се срести и ова врста.

## Опис
Тело је светло жуте до светло зелене боје, овалног облика са светлим длачицама. Антене су жућкастобраон боје, а често и црвенкасте. На пронотуму се налазе две карактеристичне тамне тачке, а скутелум је са две браон линије. Фемури су светли са црним тачкама. Дужина тела је од 7,6mm до 9,5mm.

## Биологија
A. lineolatus има две до три генерације годишње. Врста презимљава у стадијуму јајета у биљци домаћину. Јаја су обично положена појединачно у стабљици луцерке или других легуминоза. Нимфе се развијају од краја априла. Њиховом развићу погодују умерено прохладна и кишовита пролећа, када умерена температура ваздуха није испод 12 до 14 °C. Нимфе се развијају крајем априла и почетком маја, када су биљке хранитељке младе и сочне. Развиће нимфи траје од 20 до 30 дана, па се одрасле јединке прве генерације јављају крајем маја и почетком јуна, а друге генерације половином јула. Врста има природне непријатеље, а то су такође стенице из других породица: Nabidae, Anthocoridae, Lygaeidae али и врсте родова Neuroptera и Aranea.

## Галерија
- одрасла јединка
- одрасла јединка
- нимфа
- одрасла јединка

## Синоними
- Capsus lineolatus Goeze
- Cimex lineolatus Goeze, 1778
- Calocoris chenopodii lineolatus Westhoff, 1881
- Cimex albinus Geoffroy, 1785
- Adelphocoris lineolatus baltrumensis Schumacher, 1911
- Adelphocoris lineolatus binotatus Wagner, 1960
- Calocoris lineolatus bisbipunctatus Reuter, 1891
- Adelphocoris lineolatus bisbipunctata Tamanini, 1982
- Capsus brevicollis Meyer-Dur, 1843